# Metropolitanstadt Messina
Die Metropolitanstadt Messina (italienisch Città Metropolitana di Messina) ist eine der drei Metropolitanstädte der Autonomen Region Sizilien der Republik Italien. Hauptstadt ist Messina.
Die Metropolitanstadt Messina ist die Rechtsnachfolgerin der Provinz Messina (italienisch Provincia di Messina).

## Allgemeines
Die Metropolitanstadt Messina nimmt den nordöstlichen Teil von Sizilien ein. Sie grenzt im Süden an die Metropolitanstadt Catania und das Freie Gemeindekonsortium Enna, im Westen an die Metropolitanstadt Palermo, im Norden an das Tyrrhenische Meer und im Osten an das Ionische Meer und die Straße von Messina, die Sizilien von der Apenninhalbinsel trennt.
Die Metropolitanstadt ist in 108 Gemeinden gegliedert, zu denen auch die Gemeinden der Liparischen Inseln vor der Nordküste gehören. Auf einer Fläche von 3247 km² leben 598.071 Einwohner (Stand 31. Dezember 2023). Durch die Monti Peloritani und die Monti Nebrodi ist die Metropolitanstadt gebirgig, so dass sich die Bevölkerung vorwiegend an der Küste konzentriert.
Touristische Zentren der Metropolitanstadt sind Tindari, Taormina, Capo d’Orlando, Milazzo und die Liparischen Inseln mit der Hauptinsel Lipari. Sie werden auch Äolische Inseln genannt nach dem mythischen Gott Aiolos.

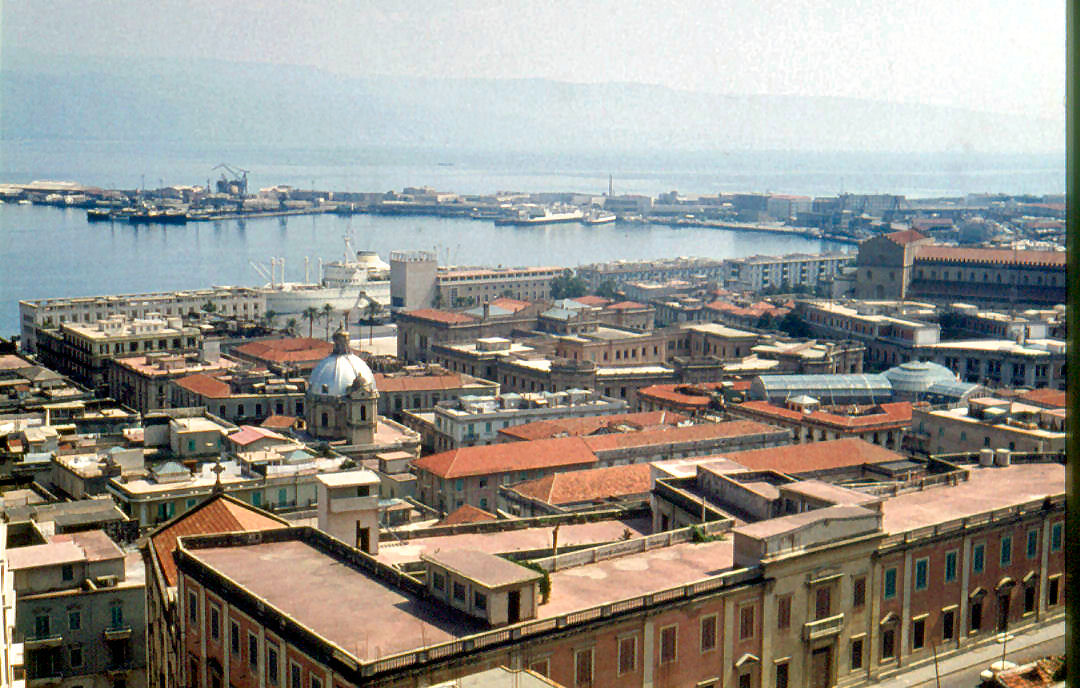
Hauptstadt Messina

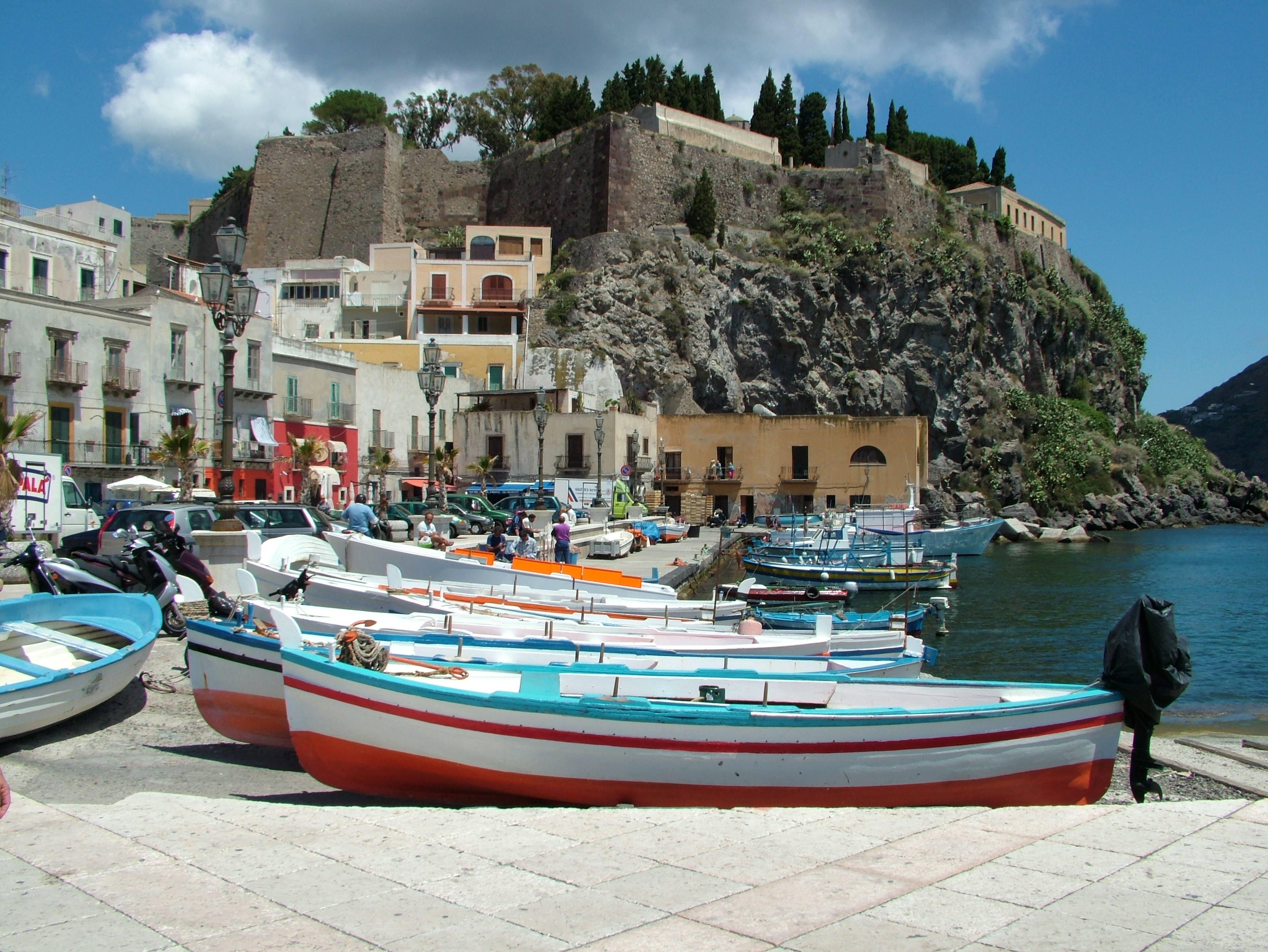
Hafen von Lipari

## Größte Gemeinden
(Stand: 31. Dezember 2023)
| Gemeinde                  | Einwohner |
| ------------------------- | --------- |
| Messina                   | 217.959   |
| Barcellona Pozzo di Gotto | 39.817    |
| Milazzo                   | 30.028    |
| Lipari                    | 12.676    |
| Taormina                  | 10.498    |
| Giardini-Naxos            | 9363      |
| Santa Teresa di Riva      | 9265      |
| Villafranca Tirrena       | 7924      |
| Torregrotta               | 7289      |

→ Alle Gemeinden